# Corralito

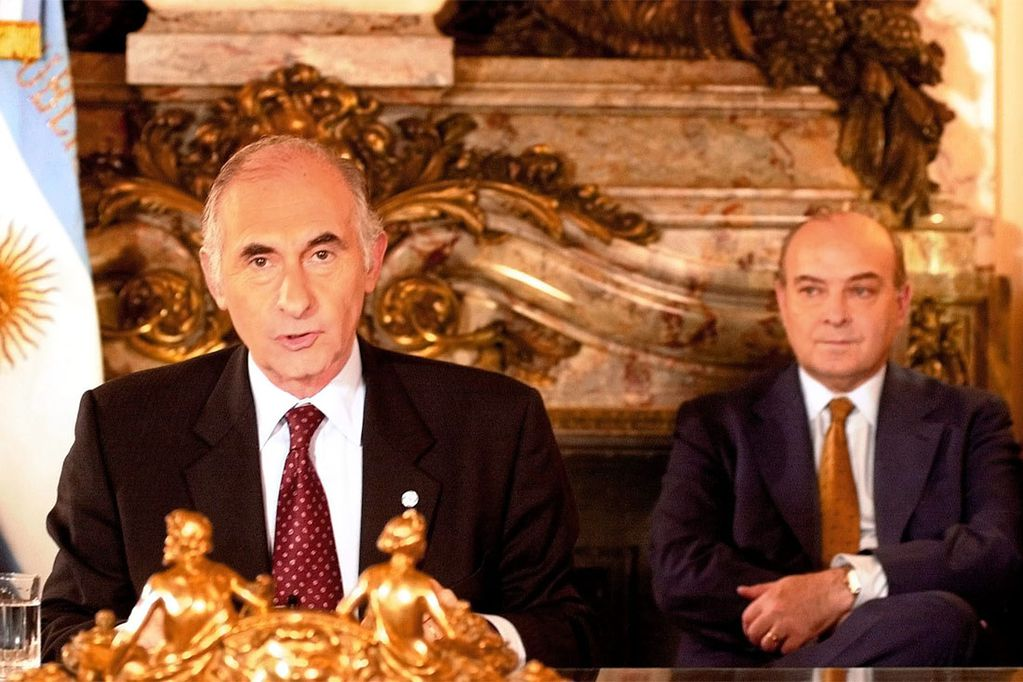
El presidente Fernando de la Rúa (izquierda), y su ministro de Economía Domingo Cavallo (derecha), noviembre de 2001.

Se denominó corralito en la República Argentina a la restricción de retiro de efectivo de los bancos a 250 USD semanales, medida impuesta por el gobierno de Fernando de la Rúa el 1 de diciembre de 2001 ante un pánico financiero. Posteriormente y debido a la popularidad que adquirió el vocablo, este se empezó a usar en todos los países de habla castellana para hacer referencia a la inmovilización de los depósitos realizada por el gobierno de cualquier país.
El objetivo que se perseguía con estas restricciones era evitar la salida de dinero del sistema bancario, intentando evitar así una ola de pánico bancario y el colapso del sistema. Según Domingo Cavallo, a cargo del Ministerio de Economía la medida sería temporal por 90 días pero finalmente se prolongó por más de un año, hasta que se anunció oficialmente el 2 de diciembre de 2002 la liberación de los depósitos retenidos. 
El corralito desencadenó pocos días después la llamada crisis de 2001 que llevó a la renuncia del propio Cavallo, del presidente Fernando De la Rúa, y a una situación de disolución e inestabilidad social y política que se extendería durante varios años.

## Origen del término

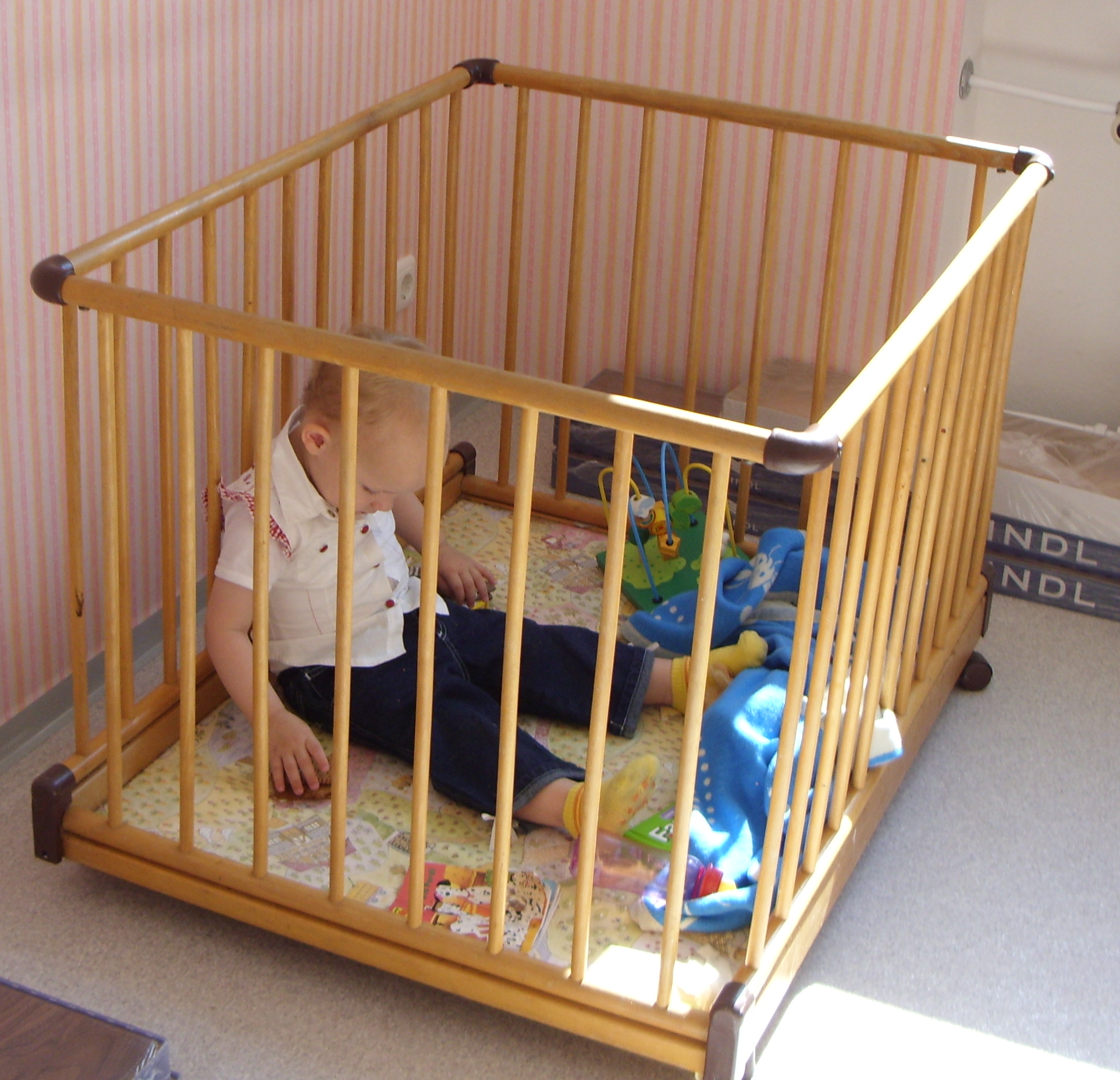
Corralito tradicional.

La palabra corralito, diminutivo de corral, se usa en Argentina para llamar lo que en otros países se conoce como parque para bebés. En 2001 el periodista económico Antonio Laje, en su columna económica del programa Después de hora de Daniel Hadad, utilizó el término para referirse a la medida gubernamental. El periodista buscó destacar mediante una analogía la forma en que el Gobierno restringía una de las libertades esenciales de los usuarios de cualquier sistema bancario: la de poder sacar sus fondos en cualquier momento.
El  corralito finalizó oficialmente el 2 de diciembre de 2002, durante el gobierno peronista de Eduardo Duhalde cuando el ministro de Economía Roberto Lavagna anunció la liberación de los depósitos retenidos por alrededor de 21.000 millones de pesos.

## Antecedentes
La recesión más prolongada de la historia argentina se inició a mediados de 1998,  Alianza encabezada por Fernando de la Rúa y Carlos Álvarez  fue proclamando presidente y vicepresidente de Argentina, asumiendo el 10 de diciembre. Fernando de la Rúa tomó severas medidas de ajuste considerando siempre como base fundamental de su programa económico el mantenimiento a rajatabla de un tipo de cambio estáticamente anclado al dólar estadounidense llamado convertibilidad.
De la Rúa propuso a principios del 2001 retrasar los plazos de pago de la deuda a cambio de un incremento en los intereses y en el monto del capital adeudado, y además, abonando a los bancos colocadores comisiones millonarias. A raíz de ellos sería posteriormente procesados Domingo Cavallo, Horacio Tomás Liendo -exasesor de Cavallo, Guillermo Mondino –exjefe de Gabinete de Asesores del Ministro de Economía- y Federico Sturzenegger  Secretario de Política Económica, entre otros. Conjuntamente con un tipo de cambio sobrevaluado, tuvieron un impacto decisivo sobre el aparato productivo local y, por ende, sobre la dinámica del empleo a nivel sectorial. En particular, el sector manufacturero fue expulsor neto de mano de obra, la recesión de mitad de la década empeoró severamente los problemas de empleo, elevando la desocupación a alrededor del 20%.
El peso de la deuda externa ahogaba al Gobierno, los bancos tenían una gran exposición con el Gobierno nacional y la duda de que el Estado entrara en suspensión de pagos alimentaba la posibilidad de una corrida bancaria se intensifica durante el año 2000. En diciembre de 2000, el ministro de economía José Luis Machinea negoció un paquete de salvataje de cerca de 40 000 millones de dólares (denominado “Blindaje”), que postergaba pagos de capital e intereses a efectos de aliviar la situación financiera del Estado y recuperar la confianza.
Pocos meses después el programa de Gobierno reveló resultados insuficientes, sumado a que la disminución de salarios agudizaban el cuadro recesivo en el mercado interno. El estallido de la burbuja “puntocom” en marzo del año 2000 repercutió en un incremento de las tasas de financiación (que llegaban al 14 % anual en dólares) agravando aún más la crisis económica, lo que se tradujo en una menor recaudación de impuestos y en un incremento constante del déficit fiscal, ya de por sí alto. El Gobierno buscaba bajar el déficit aumentando impuestos y recortando servicios sociales, lo que a su vez generaba mayor recesión y un aumento en el déficit, que debía ser cubierto con más deuda y mayores recortes. Las dudas sobre la capacidad de pago del país y sobre la continuidad de la convertibilidad comenzaron a reflejarse en una creciente fuga de depósitos bancarios.
A pesar de la medida, en marzo de 2001 comenzó la fuga masiva de depósitos de los bancos. En enero de 2001 había depósitos por valor de 85 000 millones de dólares. Para marzo se habían perdido más de 5000 millones. Tras el alejamiento ese mismo mes de José Luis Machinea del Ministerio de Economía, se nombró  al hasta entonces ministro de defensa Ricardo López Murphy que duró apenas dos semanas en el puesto debido al anuncio de una serie de medidas antipopulares, que obligaron al presidente a solicitarle la renuncia al cargo. En este contexto, el antiguo ministro de Carlos Menem y “padre de la Convertibilidad”, Domingo Cavallo, quien gozaba en ese momento de un fuerte apoyo de los medios de comunicación, fue llamado a ponerse al frente del Ministerio de Economía.
En junio de 2001, el Gobierno de De la Rúa pidió ayuda complementaria al Fondo Monetario Internacional (FMI) y a los bancos privados para reducir la presión de la deuda externa realizando el llamado "Megacanje" por 29 500 millones de dólares. Sin embargo, la recesión y la fuga de capitales continuaron a ritmo acelerado, con el agravante adicional del descontento provocado por las medidas de ajuste que formaban parte de las condiciones solicitadas por el FMI a cambio de su ayuda.
El Gobierno continuó con el recorte de gastos público, en julio sancionó la Ley 25.453 de "Déficit Cero", en agosto la Ley 25.466 de "Intangibilidad de los depósitos" cuyos dos primeros artículos establecían:
Artículo 1°: Todos los depósitos ya sean en pesos, o en moneda extranjera, a plazo fijo y a la vista, captados por las entidades financieras autorizadas para funcionar por el Banco Central de la República Argentina, de conformidad con las previsiones de la Ley 21.526 y sus modifícatorias, quedan comprendidos en el régimen de la presente ley. Dichos depósitos son considerados intangibles
Artículo 2°: La intangibilidad establecida en el artículo 1º consiste en: el Estado nacional en ningún caso, podrá alterar las condiciones pactadas entre el/los depositantes y la entidad financiera, esto significa la prohibición de canjearlos por títulos de la deuda pública nacional, u otro activo del Estado nacional, ni prorrogar el pago de los mismos, ni alterar las tasas pactadas, ni la moneda de origen, ni reestructurar los vencimientos, los que operarán en las fechas establecidas entre las partes.
Pero la profundidad de la crisis hizo que todos los indicadores cayeran bruscamente en el segundo semestre. En octubre, el desempleo fue récord: 4,8 millones de desocupados, que representaba un 18,3 % de la población activa. Considerando a los subocupados, la cifra llegaban al 34,6 % de la población activa. La deuda pública llegaba a 132 000 millones de dólares. Los datos de noviembre, previos al estallido de la crisis eran devastadores, con caídas del 11,6 % en la industria; 18,1 % en la construcción, 27,5 % en la industria automotriz, etc. El riesgo país fue el más alto de la historia, 5000 puntos básicos. La  fuga de depósitos de 5.543 millones de pesos/dólares, la mayor salida mensual de depósitos de toda la historia Argentina.

## Los hechos
Ante el incremento del retiro de fondos de los bancos, en noviembre los depósitos habían caído a US$ 67.000 millones, el Gobierno publicó entonces, con fecha 1 de diciembre de 2001, el decreto 1570/2001, que establecía prohibiciones para las entidades financieras y para el público.
A nivel político el gobierno se encontraba debilitado debido a los resultados fuertemente adversos de las elecciones legislativas de ese año donde la Alianza perdió en 20 de las 23 provincias, el descontento se plasmó en el alto nivel de votos en blanco o anulados (23,99%) ("ganando" el voto nulo en Capital Federal) y una relativamente alta abstención (24,53%) para un país donde el voto es obligatorio.
Al mismo tiempo el gobierno de De la Rúa ato su continuidad al ministro Cavallo dotándolo de amplios poderes, sin embargo Cavallo se encontraba jaqueado por la justicia y con descredito ante la opinión pública al estar procesado por más de noventa causas judiciales, que incluían contrabando agravado, tráfico de armas, corrupción, malversación de fondos públicos, fraude, sobresueldos, estafa y defraudación al Estado, entre otros.

### Prohibiciones para las entidades
1. No podrán realizar operaciones activas denominadas en pesos, ni intervenir en el mercado de futuros u opciones de monedas extranjeras, ni arbitrar directa o indirectamente con activos a plazo en pesos. Las operaciones vigentes podrán convertirse a dólares estadounidenses a la relación prevista en la Ley de Convertibilidad N.º 23.928, con el consentimiento del deudor.
2. No podrán ofrecer tasas de interés superiores por los depósitos denominados en pesos, respecto a las que ofrezcan por los depósitos denominados en dólares estadounidenses. Las operaciones vigentes podrán convertirse a moneda extranjera, a solicitud de sus titulares, a la relación prevista en la Ley de Convertibilidad N.º 23.928.
3. No podrán cobrar comisión alguna por la conversión de los pesos que reciban para realizar cualquier tipo de transacción, depósito, pago, transferencia, por dólares estadounidenses a la relación prevista en la Ley de Convertibilidad N.º 23.928, ni en las operaciones de conversión de dólares estadounidenses por pesos, siempre que cualquiera de dichas operaciones se cursen a través de cuentas abiertas en entidades financieras.

### Prohibiciones para el público
1. Los retiros en efectivo que superen los doscientos cincuenta pesos ($ 250) o doscientos cincuenta dólares estadounidenses (US$ 250) por semana, por parte del titular, o de los titulares que en forma conjunta o indistinta, del total de sus cuentas en cada entidad financiera.
2. Las transferencias al exterior, con excepción de las que correspondan a operaciones de comercio exterior, al pago de gastos o retiros que se realicen en el exterior a través de tarjetas de crédito o débito emitidas en el país, o a la cancelación de operaciones financieras o por otros conceptos, en este último caso, sujeto a que las autorice el Banco Central de la República Argentina.

### Objetivos perseguidos
Los objetivos eran evitar la extracción masiva de depósitos bancarios y la especulación sobre una posible salida de la convertibilidad sin detener el movimiento económico interno, que podía continuar (teóricamente al menos) a través del uso de la tarjeta de débito para dichas transacciones, buscando no solo reducir las extracciones bancarias sino aumentar la recaudación de dicho impuesto -entre otros- [cita requerida]La medida impidió als ahorristas puedan retirar sus depósitos de los bancos y marcó el inicio de una serie de protestas que terminaron con el estallido del 19 y 20 de diciembre
Con esto en mente, el Gobierno de De la Rúa-Cavallo realizó una jugada desesperada para detener la amenaza de un crack bancario, imponiendo una retención forzada de los depósitos y la pretendida “bancarización” de todas las transacciones,

### Consecuencias
Al restringir bruscamente la liquidez monetaria estas medidas ahogaron todo movimiento económico, paralizando el comercio y el crédito, rompiendo las cadenas de pago y asfixiando a la “economía informal o no formal” de la cual depende la subsistencia cotidiana de una porción significativa de la población.
Los comercios que aceptaban tarjetas de débito eran pocos, y la elevada alícuota del IVA (21 %) hacía más atractivo el comercio "en negro" que esperar a fin de mes para recuperar un 3 o 5 % del impuesto. La clase baja, mayormente no bancarizada, llevó la peor parte pues la restricción para el retiro de efectivo limitó la demanda de servicio doméstico y los trabajos de baja calificación como albañilería, fontanería, jardinería, reparación de electrodomésticos, etc.  
La tensión social se incrementó con la medida, que resultó ser sumamente impopular para los ciudadanos, sobre todo los pertenecientes a la clase media. El 13 de diciembre, la CGT Oficial, la CGT Disidente y la CTA declararon la séptima huelga general contra la política económica y social del gobierno de De la Rúa. Simultáneamente con la huelga general comenzaron a producirse estallidos entre las clases populares de algunas ciudades de las provincias, llevados adelante por los denominados piqueteros. Varios comercios del interior del país y del Gran Buenos Aires sufrieron saqueos por parte de sectores de la población desocupadas e indigentes, hubo robos de camiones en las rutas, robos comunes, cortes de calles en las ciudades. En el descontrol, se sumaron delincuentes comunes, con lo cual no solo se robó comida sino bebidas alcohólicas, electrodomésticos, y otros bienes. Hubo enfrentamientos armados entre saqueadores y comerciantes. [cita requerida]
Por la noche, salieron a las calles céntricas de la Capital sectores de clase media. Fueron asesinadas siete personas por las fuerzas de seguridad y los propios comerciantes, en lo que se llamó la crisis de diciembre de 2001.  La revuelta tuvo su punto más alto el 19 de diciembre de 2001, inmediatamente después de que el presidente radical Fernando de la Rúa anunciara el establecimiento del estado de sitio, causando su renuncia al día siguiente. Cavallo también renunciaría. 
El clima de inestabilidad social y económica, así como el desconocimiento generalizado de legitimidad a los representantes políticos, se extendería en los años siguientes.[cita requerida] Tras la caída de De la Rúa, Adolfo Rodríguez Saá asume como presidente y declara el impago de la deuda pública de la Argentina, la mayor suspensión de pagos de un estado en la historia. Pero como Rodríguez Saá tampoco quiso abandonar la convertibilidad y hacer recaer el costo sobre las personas de clase media y baja de Argentina, fue obligado a dimitir rápidamente.
El Gobierno de Rodríguez Saá duró sólo una semana y el 2 de enero de 2002 asumió como presidente Eduardo Duhalde. Entretanto, daba inicio una inusual corrida bancaria hacia el vecino Uruguay. Esta corrida, de varios meses de duración, terminaría siendo una de las causas de la crisis bancaria de 2002 en Uruguay.

## Fin del Corralito
El corralito finalizó oficialmente el 2 de diciembre de 2002, cuando el ministro de Economía Roberto Lavagna anunció la liberación de los depósitos retenidos por el gobierno de de la Rúa desde diciembre de 2001 por alrededor de 21.000 millones de dólares/pesos. La medida fue acompañada por controles cambiarios, por los cuales no se permitió a ninguna persona o empresa adquirir más de 100.000 dólares por mes. 

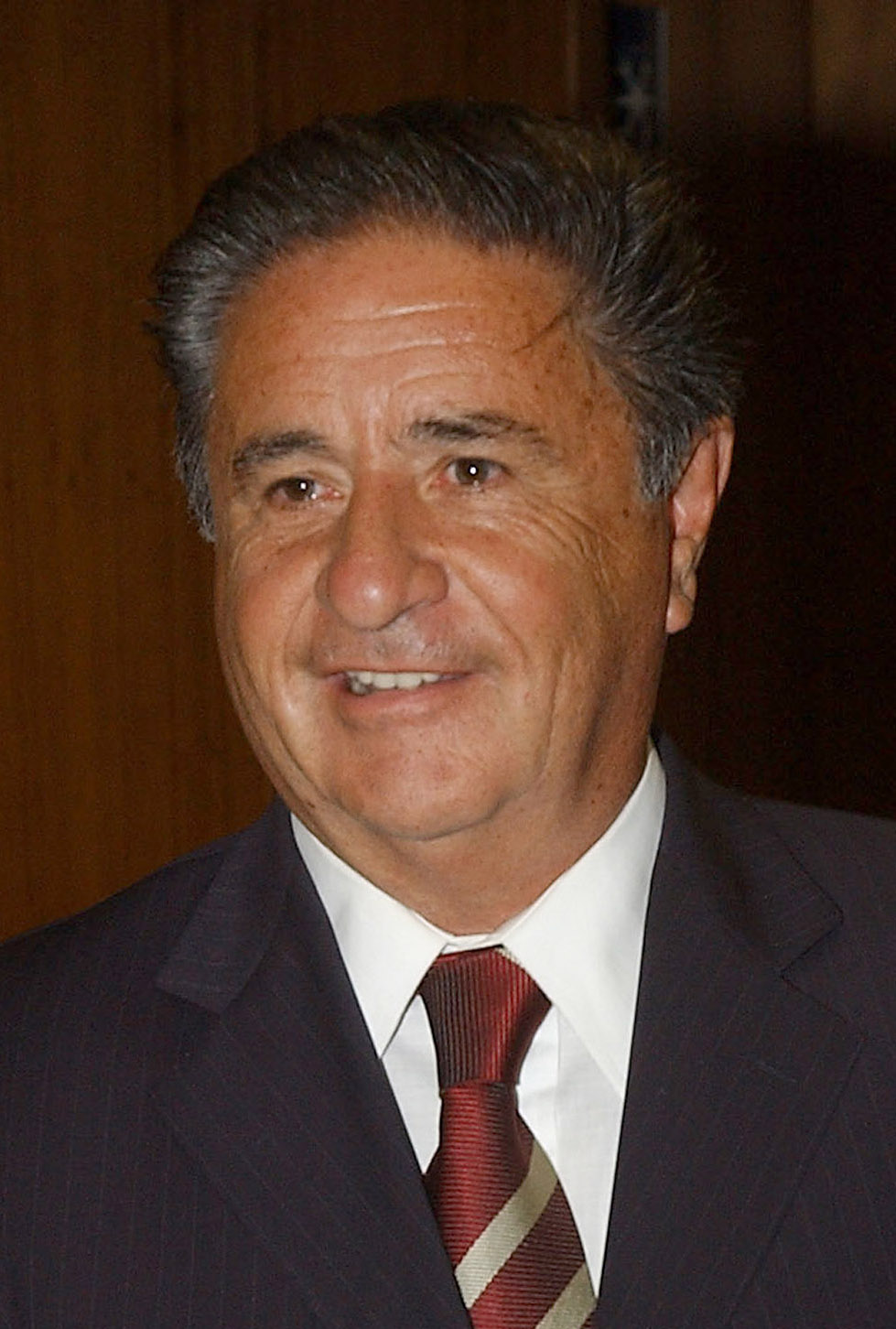
Eduardo Duhalde

El 6 de enero de 2002, el Gobierno de Duhalde promulga la Ley de Emergencia Pública y Reforma del Régimen Cambiario que deroga la convertibilidad y pesifica los créditos otorgados por el sistema financiero. Con fecha 9 de enero de 2002, el Gobierno publica el Decreto 71/2002 que establece el nuevo tipo de cambio oficial en 1,40 pesos por dólar estadounidense. Asimismo, el citado decreto reglamenta la pesificación de las deudas de las personas físicas y jurídicas de acuerdo con el esquema de cambio de un peso ($ 1) = un dólar estadounidense (US$ 1) y manteniendo las demás condiciones originariamente pactadas.
El mismo 9 de enero, el Gobierno reglamenta el citado decreto mediante la Resolución 6/2002 del Ministerio de Economía, que establecía la reprogramación de los depósitos en cajas de ahorros, cuentas corrientes y en plazos fijos de acuerdo con un cronograma en función de los montos depositados.
Posteriormente, con fecha 3 de febrero del mismo año, el Gobierno promulga el Decreto n.º 214/2002 llamado de “Reordenamiento del Sistema Financiero” que dispuso:
1. A partir de la fecha del presente Decreto quedan transformadas a pesos todas las obligaciones de dar sumas de dinero, de cualquier causa u origen —judiciales o extrajudiciales — expresadas en dólares estadounidenses, u otras monedas extranjeras, existentes a la sanción de la Ley N.° 25.561 y que no se encontrasen ya convertidas a pesos.
2. Todos los depósitos en dólares estadounidenses u otras monedas extranjeras existentes en el sistema financiero, serán convertidos a pesos a razón de pesos uno con cuarenta centavos ($ 1,40) por cada dólar estadounidense, o su equivalente en otra moneda extranjera. La entidad financiera cumplirá con su obligación devolviendo pesos a la relación indicada.
3. Todas las deudas en dólares estadounidenses u otras monedas extranjeras con el sistema financiero, cualquiera fuere su monto o naturaleza, serán convertidas a pesos a razón de un peso por cada dólar estadounidense o su equivalente en otra moneda extranjera. El deudor cumplirá con su obligación devolviendo pesos a la relación indicada.

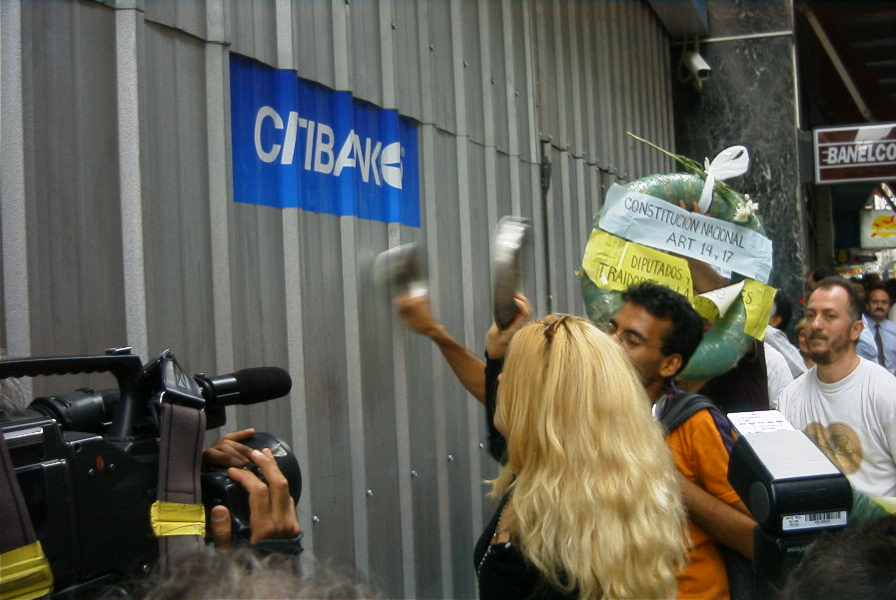
Una manifestante golpea con un plato la protección metálica del frente de una sucursal bancaria durante una protesta de ahorristas.

Se estableció de este modo la llamada “pesificación asimétrica” en la cual las deudas con el sistema financiero fueron pesificadas a razón de un peso por dólar, pero los depósitos en moneda extranjera fueron reconocidos por las entidades financieras a razón de $ 1,40 = US$ 1,00. La diferencia fue reconocida por el Gobierno nacional con un bono que se le entregó a los bancos para compensar dicha “asimetría”. Posteriores modificaciones permitieron una conversión de deudas en moneda extranjera más amplia, generando una importante licuación de pasivos de empresas, financiadas por el Gobierno nacional.